# 936 Kunigunde
936 Kunigunde
936 Kunigunde là một tiểu hành dạng Themistia được phát hiện bởi K. Reinmuth vào năm 1920.